# Phare de Gåsören
Le phare de Gåsören (en suédois : Gåsörens fyr) est un feu situé à sur une île à Skelleftehamn, appartenant la commune de Skellefteå, dans le comté de Västerbotten (Suède).

## Histoire
Le premier phare, une maison-phare en bois a été construite en 1881. Elle était équipée d'une lentille dioptrique de 4e ordre.
En 1921, il a été remplacé par une tour cylindrique en béton armé et a été équipé du système optique de l'ancien phare. En 1932, il a été électrifié et automatisé en 1945.
Il est localisé près du phare historique, dans une île de l'entrée de Skelleftehamn, le port de Skellefteå.

## Description
Le phare est une tour circulaire de 13,4 mètres de haut,avec une galerie et une lanterne. La tour est blanche ainsi que la lanterne, avec une large bande rouge sous la galerie. Feu à occultations Il émet, à une hauteur focale de 17,8 mètres, deux longs éclats blanc, rouge et vert selon différents secteurs toutes les 12 secondes. Sa portée nominale est de 16,13 et 12 milles nautiques, selon couleur (environ 30, 24 et 22 km).
Identifiant : ARLHS : SWE-017 ; SV-0634 - Amirauté : C5810 - NGA : 11384.

## Caractéristique dufeu maritime
Fréquence : 10 secondes (W)
- Lumière : 38 secondes
- Obscurité : 2 secondes

### Lien connexe
- Liste des phares de Suède